# Нижній Ядикбеляк
Нижній Ядикбеля́к (рос. Нижний Ядыкбеляк, марій. Ӱлыл Ядыкплак) — присілок у складі Новотор'яльського району Марій Ел, Росія. Входить до складу Старотор'яльського сільського поселення.

## Населення
Населення — 39 осіб (2010; 53 у 2002).
Національний склад (станом на 2002 рік):
- лучні марійці — 94 %